# Жамбалова Аліса Саянівна
Аліса Саянівна Жамбалова (13 вересня 1994 , Саган-Нур, Бурятія ) - російська лижниця. Майстер спорту Росії міжнародного класу. Чотириразова чемпіонка зимової Універсіади 2019 року.

## Життєпис
Лижним спортом почала займатися під проводом батька, Саяна Володимировича Жамбалова, а ще під проводом Є. В. Жамбалової та В. Д. Литвинцева. Представляє ДЮСШ міста Улан-Уде, товариство «Динамо» та Республіку Бурятія.
Учасниця перших зимових юнацьких Олімпійських ігор 2012 року в Інсбруку, де посіла 5-те місце на дистанції 5 км класичним стилем і 17-те — в спринті. На чемпіонаті світу серед юніорів 2013 року у Ліберці стала срібною призеркою в естафеті та бронзовою – у скіатлоні. 2014 року на юніорському чемпіонаті світу у Валь-ді-Фіємме виборола срібло в скіатлоні та в естафеті.
Призерка всеросійських юнацьких змагань з лижних перегонів та лижоролерів.
На дорослому рівні здобула срібну медаль чемпіонату Росії 2014 року в естафеті. 2017 року виборола срібло національного чемпіонату в скіатлоні та бронзу – у мас-старті.
Від сезону 2012-2013 бере участь у Кубку світу в складі збірної Росії. Перші очки набрала у сезоні 2015-2016. Найкращий результат на етапах Кубка світу — п'яте місце у класичному спринті у лютому 2017 року на передолімпійському тижні у Пхьончхані. Двічі (у 2017 та 2018 роках) брала участь у «Тур де Скі», 2018 року посіла 20-те місце в загальному заліку. Переможниця етапів регіонального Кубка Східної Європи.
2017 року взяла участь у чемпіонаті світу в Лахті, де посіла 23-тє місце в мас-старті на 30 км.
Учасниця Олімпіади-2018 у Пхьончхані у складі збірної спортсменів-олімпійців з Росії.
У березні 2019 року Аліса Жамбалова стала чотириразовою переможницею Універсіади у Красноярську. Першу золоту медаль лижниця виборола в індивідуальних перегонах на 5 км класичним стилем<. Друге золото – в перегонах переслідування вільним стилем на 5 км. Естафета 3 на 5 кілометрів, де Аліса Жамбалова бігла разом з Яною Кірпіченко і Катериною Смірновою, принесла спортсменці третю золоту медаль. А четверту золоту медаль вона виборола в мас-старті на 15 км вільним стилем.
У квітні 2019 року на чемпіонаті Росії Аліса Жамбалова здобула срібну медаль у скіатлоні на 15 км< та золоту медаль у мас-старті на 30 км класичним стилем. Нагорода найвищого ґатунку стала першою золотою медаллю чемпіонату Росії в історії лижного спорту Республіки Бурятія.

## Результати за кар'єру
Усі результати наведено за даними Міжнародної федерації лижного спорту.

### Олімпійські ігри
| Рік  | Вік | 10 км індивідуальні пер. | 15 км скіатлон | 30 км мас-старт | Спринт | 4 × 5 км естафета | Командна першість спринт |
| ---- | --- | ------------------------ | -------------- | --------------- | ------ | ----------------- | ------------------------ |
| 2018 | 23  | 17                       | 21             | 15              | 44     | —                 | —                        |

### Чемпіонати світу
| Рік  | Вік | 10 км індивідуальні пер. | 15 км скіатлон | 30 км мас-старт | Спринт | 4 × 5 км естафета | Командна першість спринт |
| ---- | --- | ------------------------ | -------------- | --------------- | ------ | ----------------- | ------------------------ |
| 2017 | 22  | —                        | —              | 23              | —      | —                 | —                        |
| 2019 | 24  | 21                       | —              | —               | —      | —                 | —                        |
| 2021 | 26  | —                        | —              | 31              | —      | —                 | —                        |

### Кубки світу

#### Підсумкові місця в Кубку світу за роками
| Сезон | Вік | Місце в дисципліні | Місце в дисципліні | Місце в дисципліні | Місце в дисципліні | Місце в Скі Тур | Місце в Скі Тур | Місце в Скі Тур | Місце в Скі Тур   | Місце в Скі Тур |
| Сезон | Вік | Загалом            | Дистанція          | Спринт             | Ю-23               | Nordic Opening  | Тур де Скі      | Скі Тур 2020    | Фінал Кубка світу | Скі Тур Канада  |
| ----- | --- | ------------------ | ------------------ | ------------------ | ------------------ | --------------- | --------------- | --------------- | ----------------- | --------------- |
| 2013  | 18  | НК                 | —                  | НК                 | Н/Д                | —               | —               | Н/Д             | —                 | Н/Д             |
| 2014  | 19  | НК                 | НК                 | НК                 | Н/Д                | —               | —               | Н/Д             | —                 | Н/Д             |
| 2015  | 20  | НК                 | НК                 | НК                 | НК                 | 64              | —               | Н/Д             | Н/Д               | Н/Д             |
| 2016  | 21  | 90                 | 78                 | 63                 | 24                 | —               | 39              | Н/Д             | Н/Д               | —               |
| 2017  | 22  | 52                 | 50                 | 36                 | 8                  | —               | 30              | Н/Д             | —                 | Н/Д             |
| 2018  | 23  | 53                 | 40                 | НК                 | Н/Д                | —               | 20              | Н/Д             | НФ                | Н/Д             |
| 2019  | 24  | 63                 | 45                 | НК                 | Н/Д                | —               | —               | Н/Д             | —                 | Н/Д             |
| 2020  | 25  | 35                 | 27                 | 88                 | Н/Д                | 40              | 24              | 22              | Н/Д               | Н/Д             |
| 2021  | 26  | 22                 | 19                 | 74                 | Н/Д                | 30              | 12              | Н/Д             | Н/Д               | Н/Д             |